# 工商食官
工商食官是商周时期官府控制手工业和商业的制度，成熟于西周到春秋时期。當時的手工業者和商人的生产和贸易活動必须按照官府的规定进行，衣食住行也由官府提供，所以称为工商食官。周王室和诸侯都有官府管理的各种手工业作坊。这些手工业作坊中的手工業者被称为百工。官府手工业者族居世业，以确保其技艺日渐精湛。

## 背景

### 分封制
周灭商后接受了商朝的百工技匠，成为王室官府手工业的一支重要力量；同时，周朝在建立一些诸侯国时，也将一部分原先从事手工业的殷民封赐给各诸侯，这些手工业族氏又成了各诸侯国各自发展官营手工业的重要技术力量。